# Sabirni logor Stara Gradiška
Koncentracijski logor Stara Gradiška bio je koncentracijski logor u okolici Stare Gradiške, kojeg su od 1942. do 1945. vodila Ustaška obrana tijekom Drugog svjetskog rata u NDH. Bio je to logor za istrebljenje "nepoželjnih osoba", uglavnom Srba, Židova, Roma ali i Hrvata, a u njemu je ubijen veliki broj žene i djece. Bio je to peti podlogor logora Jasenovac.
Prema poimeničnom popisu žrtava KCL Jasenovac, Spomen-područja Jasenovac, koji obuhvaća istraživanja do 31. kolovoza 2007. godine, utvrđena su imena i podaci za 12.790 osoba ubijenih u ustaškom logoru u Staroj Gradiški. Druge procjene sežu i do 75.000 žrtava.

## Opis logora
Kaznionica/zatvor u Staroj Gradišci, koji kontinuirano djeluje gotovo od 1799. godine kada su u tvrđavu zatvarani francuski vojni zarobljenici, pretvara se u sabirni logor sredinom veljače 1942. godine. Logor je čuvao nacistički marionetski režim ustaša. Logoraši su ubijani vatrenim oružjem, čekićima i noževima. Židovske i Pravoslavne žene sa slabom ili malenom djecom, stanovnici "Kule", su izgladnjivane i mučene u "Hotelu Gagru", podrumu koji je Nikola Gagro koristio kao mjesto za mučenje. Drugi su zatvorenici ubijeni plinom.
Pokusi s plinom su isprva provođeni kod veterinarskih štala blizu "Ekonomije", gdje su prvo ubijali konje a potom ljude otrovima (Sumporov dioksid i Ciklon B). Pokusi ubijanjem plinom provođeni su i nad djecom. Narednik Ante Vrban nadgledavao je učinke otrova. Prema procjenama, tisuće djece iz Kozare je ubijeno plinom u svibnju 1942., a potom još 2.000 u lipnju 1942. Kasnije se broj ubijene djece smanjio na 400-600. Tijekom suđenja, Vrban je priznao da je slabiju djecu ubijao Ciklonom B.
Svjedokinja Cijordana Friedlender svjedočila je o logoru:
U to vrijeme, svježe žene i djeca su stizali u logor Stara Gradiška. Otprilike 14 dana kasnije, Vrban [zapovjednik logora] naredio je da se sva djeca odvoje od majki i stave u jednu sobu. Deset od nas je dobio naredbu odnijeti ih tamo u dekama. Djeca su puzala po podu sobe, a jedno dijete je stavilo ruku i nogu kroz vrata, tako da se ne mogu zatvoriti. Vrban se zaderao: 'Gurnite ga!' Kada to nisam učinila, zalupio je vrata i zdrobio djetetovu nogu. Potom je zgrabio dijete za noge i lupio je o zid dok nije bilo mrtvo. Nakon toga nastavili smo nositi djecu. Kada je soba bila puna, Vrban je donio plin i ubio ih sve.
Svjedokinja Milka Zabičić tvrdi da je ubijanje plinom zaustavljeno zbog najavljenog posjeta delegacije Crvenog križa 1943., no ona je stigla tek u lipnju 1944. Napravljeni su posebni kamioni radi ubijanja židovskih žena i djece koji su stizali iz logora u Đakovu 1942. Svjedok Šimo Klaić tvrdi da je jedan kamion imao ispušnu cijev spojenu u komoru sa zarobljenicima. Dinko Šakić je nekoliko puta vozio kamionom.

## Okrutnost
U podrumu 3 "Hotela Gagro", zatvorenici su izgladnjivani, mučeni i potom zadavljeni žicom.
Antun Vrban, Nada Luburić, Maja Buždon Slomić, Jozo Stojčić i Miroslav Filipović-Majstorović su bili na glasu najokrutnijih stražara logora. Jednom su se, navodno 29. kolovoza 1942., kladili tko će ubiti najviše zatvorenika.

## Zatvaranje logora
U travnju 1945., partizani su se borili u blizini Stare Gradiške, tako da su ustaše počele čistiti logor, ubijajući neke zatvorenike a druge odvozeći vlakovima u Jasenovac. Neki preživjeli, kao što su Šimo Klaić, su na sudu Šakiću tvrdili da je Lepoglava "bila grozna, kao da je sve zlo Stare Gradiške i Jasenovca bilo tamo skupljeno na jednom mjestu". Logor je napokon zatvoren kada je to područje oslobodila Crvena armija u travnju 1945.
U razdoblju između 15. – 20. travnja i 10. – 21. svibnja 1946. godine, Zemaljska komisija na području Stare Gradiške iskopala je i pregledala razne razne lokacije na kojima su pronađeni leševi žrtava u logoru. Ukupno je pronađeno 2.570 leševa.
U svibnju 1945. partizanske vlasti pretvorile su Staru Gradišku u logor za ratne zarobljenike, ustaše, četnike, naciste i fašiste.

## Ponovno otvaranje logora 1991.
Kazneno-popravni dom rasformiran je i zatvoren 1990. godine. Međutim, 1991. godine Stara Gradiška je od strane čelnika krajinskih pobunjenika i uz pomoć banjalučkog korpusa tadašnje JNA pretvorena u zarobljenički logor tijekom Domovinskog rata. Zatvoreni su i zlostavljani brojni Hrvati s područja zapadne Slavonije i nesrpsko stanovništvo iz sjeverozapadnog dijela Bosne i Hercegovine te srpski vojni bjegunci. Helsinki Watch i Međunarodni odbor Crvenog križa potvrdili su postojanje logora. Zatvorenici su držani od kolovoza 1991. do 29. srpnja 1993.

## Poveznice
- Ustaški koncentracijski logori

## Vanjske poveznice
- Spomen područje Jasenovac - Logor Stara Gradiška  Arhivirana inačica izvorne stranice od 28. ožujka 2012. (Wayback Machine)